# Brdo, Nova Gorica
Brdo este o localitate din comuna Nova Gorica, Slovenia, cu o populație de 67 de locuitori.